# Турецька Могила (скіфський курган)
Турецька Могила — курган скіфського часу, розташований на території Харківської області в басейні Сіверського донця. Розкопки відбувалися в 2016р. протягом 28 днів.

## Опис
Курган був розташований на північно-східній околиці сучасного Харкова, на час дослідження мав висоту 4 м при діаметрі до 40 м. Насип його був частково зруйнований місцевими мешканцями, що брали ґрунт на земельні ділянки. 
Курган містив 2 поховання скіфського часу, які знаходились в центрі підкурганної поверхні. При цьому, перше з них, основне, було майже повністю зруйновано більш пізньою впускною могилою, що мала досить велику площу. Після здійснення поховання в основній могилі, над нею був споруджений насип висотою до 3 і діаметром близько 23 м. Навколо нього розташовувався рів 29 × 28,3 м з двома перемичками. Оскільки на місці основного поховання були відсутні якійсь речі, що могли бути з ним пов’язані, для визначення часу основної могили безумовне значення мають знахідки з нижнього шару заповнення рову: ліпний горщик та частина античної амфори. Вони є залишками тризни, що відноситься до основного поховання, і датуються часом не пізніше VI ст. до н. е. 
Впускна могила складалась з поховальної камери та вхідної ями та була орієнтована по лінії північний схід—південний захід. Загальна довжина могили 9,90, максимальна ширина 3,27, глибина від рівня давнього горизонту 2,00 м. Свого часу поховальна камера мала дерев’яне перекриття та відокремлювалось від вхідної ями за допомогою вертикального дерев’яного закладу. Вхідна яма була заповнена щільним материковим суглинком. 
Поховання виявилося вщент пограбованим, спочатку у давнину за допомогою бокового ходу, потім, ймовірно, в новітній час, зверху, для чого був зроблений прокоп насипу. На долівці були зафіксовані залишки дерев’яного помосту. На різних рівнях заповнення поховальної камери знайдені кістки двох небіжчиків (чоловіка 40—60 років, та ймовірно, жінки), різноманітні речі, серед яких залишки зброї, кінського спорядження, фрагментований, але чудовий за виконанням червоний фігурний лекіф, окремі кістки тварин. У верхньому шарі заповнення рову відкрита хіоська амфора, та залишки кісток тварин.
Артефакти, що збереглися, дають змогу датувати цю могилу важко озброєного, шляхетного скіфського воїна самим кінцем V ст. до н. е. Після здійснення поховання курган був значно досипаний і став мати висоту до 7м та діаметр до 40м. Поверхня насипу була обмазана рідкою глиною, що з часом стала грати роль своєрідної крепіди. Безумовно, курган Турецька Могила відображає процес просування скіфів-кочовиків зі степного півдня на терени лісостепу.